# 吕毖
吕毖（？—？），字貞九，吳縣人，明末隱士、文學家。

## 生平
呂毖是明朝崇禎年間人，去諸生，明亡後在無錫為道士，隐居灵岩山。死後葬靈岩山，山下小桃源有吕毖墓。著有《事物初略》三十四卷、《明宮史》等書。《事物初略》被稱為“杂记事物俚俗语言之所自始”。《明宮史》後被收入《四库全书》。